# 장동규
장동규(1988년 10월 22일~)는 대한민국의 골프 선수이다. 어메이징크리 소속으로 활동하고 있다.